# Système za'im
Za'im est un mot arabe signifiant « chef » ou « patron ».
Au Liban, za'im désigne , les dirigeants des groupes sectaires libanais, des milices ou autres dirigeants politiques traditionnels importants correspondant dans une certaine mesure à ce que l'on appelle souvent des notables dans les écrits sur le Moyen-Orient. Ils pratiquent un système de clientélisme corrompu au Liban appelé système za'im (système des dépouilles ).

## Système za'im
Le système za’im, également connu sous le nom de clientélisme zuama, est un système de clientélisme corrompu au Liban. 
Un chef politique, connu sous le nom de Za'im (pluriel Zuama), est issu d'une famille dirigeante dans les circonscriptions électorales du pays. 

Ils manipulent les élections et distribuent des faveurs politiques et des récompenses financières au plus offrant.
 
Un zaïm peut se présenter aux élections, ou bien encourager les votes pour un autre candidats qui à envers lui désormais une dette. Les votes sont obtenus soit par la corruption, soit par la force. Les personnes élues au parlement considèrent que leur objectif principal est de servir les besoins de leurs clients locaux. Elles négligent les questions nationales et utilisent le parlement pour promouvoir leurs intérêts régionaux et sectaires. 
Selon As'ad Abu Khalil, de nombreux Zuama sont devenus des seigneurs de guerre pendant la guerre civile libanaise (1975-1990). Il a également déclaré qu'ils sont souvent parrainés par des gouvernements étrangers, par l'intermédiaire desquels les ambassades étrangères jouent un rôle dans la prise de décisions politiques au Liban.

## Zuamas libanais notables

### Actuels
- Nabih Berri
- Walid Joumblatt
- Saad Hariri
- Amine Gemayel
- Samir Geagea
- Michel Aoun
- Fouad Siniora

### Anciens
- Kamal Joumblatt
- Camille Chamoun
- Rafiq Hariri
- Raymond Eddé
- Bachir Gemayel
- Henri Pharaon
- Riad al-Solh
- Magid Arslane
- Kamel Assaad
- Joseph Skaff (en)
- Saëb Salam
- Soleimane Frangié
- Hassan Nasrallah